# Il Caffè illustrato
Il Caffè illustrato è un bimestrale, come dice il sottotitolo "di parole e immagini", fondato nel 2001 e diretto da Walter Pedullà
Comprende un editoriale ("I fondi del caffè"), e un "dossier" centrale monografico con fotografie e illustrazioni (e spesso degli inediti dell'autore preso a tema della sezione), oltre a racconti, poesie e saggi divisi in sezioni ("l'oggidì", "classici illustrati", "narrazioni", "inchieste", "esplorazioni di terre emerse", "liberi pensatori", "la mia più bella stroncatura", "i classici del ridere" ecc.). L'impostazione grafica è di Antonio Romano. La redazione è composta da Gabriele Pedullà e Vincenzo Ostuni.

## Monografie
- 1. giu.-lug. 2001 - Dossier Giorgio Manganelli, a cura di Lietta Manganelli
- 2. set.-ott. 2001 - Dossier Eisenstein, a cura di Enzo Sallustro
- 3. nov.-dic. 2001 - Dossier Goffredo Parise, a cura di Walter Pedullà
- 4. gen.-feb. 2002 - Dossier Giacomo Debenedetti, a cura di Walter Pedullà
- 5. mar-apr. 2002 - Dossier Alberto Savinio, a cura di Gabriele Pedullà
- 6. mag.giu. 2002 - Dossier Achille Campanile, a cura di Angelo Cannatà e Silvio Moretti
- 7/8. lug.ott. 2002 - Dossier Beppe Fenoglio, a cura di Luca Bufano
- 9. nov.-dic. 2002 - Dossier Belli disegnatore, a cura di Stefania Luttazzi
- 10. gen.-feb. 2003 - Dossier Ennio Flaiano, a cura di Renato Minore
- 11. mar.-apr. 2003 - Dossier Angelo Maria Ripellino, a cura di Alessandro Fo e Antonio Pane
- 12. mag.-giu. 2003 - Dossier Augusto Frassineti, a cura di Graziella Pulce
- 13/14. lug.-ott. 2002 - Dossier Amelia Rosselli, a cura di Siriana Sgavicchia
- 15. nov.-dic. 2003 - Dossier Romano Bilenchi, a cura di Benedetta Centovalli
- 16. gen.-feb. 2004 - Dossier Vitaliano Brancati, a cura di Carlo Serafini
- 17. mar.-apr. 2004 - Dossier Giuseppe Pontiggia, a cura di Lucia e Andrea Pontiggia
- 18. mag-giu. 2004 - Dossier Attilio Bertolucci, a cura di Gabriella Palli Baroni
- 19/20. lug.-ott. 2004 - Dossier Massimo Bontempelli, a cura di Simona Cigliana
- 21. nov.-dic. 2004 - Dossier Italo Svevo, a cura di Carlo Serafini
- 22. gen.-feb. 2005 - Dossier Aldo Palazzeschi, a cura di Andrea Cortellessa
- 23. mar-apr. 2005 - Dossier Resistenza, a cura di Gabriele Pedullà
- 24. mag.-giu. 2005 - Dossier Antonio Pizzuto, a cura di Gualberto Alvino
- 25/26. lug.-ott. 2005 - Dossier Tony Harrison, a cura di Giovanni Greco
- 27. nov.-dic. 2005 - Dossier Asar Eppel', a cura di Mario Caramitti
- 28. gen.-feb. 2006 - Dossier Cesare Zavattini, a cura di Silvana Cirillo
- 29. mar.-apr. 2006 - Dossier Giovanni Testori, a cura di Carlo Serafini
- 30. mag-giu. 2006 - Dossier Cesare Pavese, a cura di Caterina Selvaggi
- 31/32. lug.-ott. 2006 - Dossier Alberto Burri, a cura di Stefano Chiodi e Andrea Cortellessa
- 33. nov.-dic. 2006 - Dossier Racconti di Natale, a cura di Gabriele Pedullà
- 34. gen.-feb. 2007 - Dossier Settantasette, a cura di Stefano Chiodi e Andrea Cortellessa
- 35. mar-apr. 2007 - Dossier Corrado Alvaro, a cura di Walter Pedullà
- 36. mag.-giu. 2007 - Dossier Ultima utopia, a cura di Stefano Chiodi e Andrea Cortellessa
- 37/38. lug.-ott. 2007 - Dossier Umorismo, con un saggio di Ramón Gómez de la Serna
- 39. nov.-dic. 2007 - Dossier Satira, a cura di Nino Borsellino, Nicola Chiaromente e Walter Pedullà
- 40. gen.-feb. 2008 - Dossier Tommaso Landolfi, a cura di Carlo Serafini
- 41. mar.-apr. 2008 - Dossier Sandro Penna, a cura di Elio Pecora
- 42. mag.-giu. 2008 - Dossier Luciano Bianciardi, a cura di Luciana Bianciardi
- 43/44. lug.-ott. 2008 - Dossier Luigi Malerba, a cura di Anna Malerba
- 45. nov.-dic.. 2008 - Dossier Federigo Tozzi, a cura di Carlo Serafini
- 46/47. gen.-apr. 2009 - Dossier Silvio D'Arzo
- 48. mag.-giu. 2009 - Dossier Filippo Tommaso Marinetti, a cura di Walter Pedullà
- 49/50. lug.-ott. 2009 - Dossier Leonardo Sciascia, a cura di Pietro Milone
- 51. nov.-dic. 2009 - Dossier Elio Vittorini, a cura di Walter Pedullà
- 52/53. gen.-apr. 2010 - Dossier
- 54. mag.-giu. 2010 - Dossier
- 55/56. lug.-ott. 2010 - Dossier
- 57. nov.-dic. 2010 - Dossier
- 58. gen.-feb. 2011 - Dossier Anna Maria Ortese, a cura di Walter Pedullà
- 59/60. mar.-giu. 2011 - Dossier Alfredo Giuliani, a cura di Luca Archibugi
- 61. lug.-ago. 2011 - Dossier
- 62. set.-ott. 2011 - Dossier Andrei Bitov, a cura di Mario Caramitti
- 63. nov.-dic. 2011 - Dossier
- 64/65. gen.-apr. 2012 - Dossier Giorgio Bassani, a cura di Walter Pedullà
- 66/67. mag.-ago. 2012 - Dossier Fabrizia Ramondino, a cura di Beatrice Alfonzetti
- 68. set.-ott. 2012 - Dossier Elio Pagliarani, a cura di Walter Pedullà
- 69. nov-dic. 2012 - Dossier
- 70/71. gen.-apr. 2013 - Dossier Carlo Emilio Gadda, a cura di Walter Pedullà
- 72/73. mag-ago. 2013 - Dossier Guido Morselli, a cura di Stefano Francia
- 74/75. set.-dic. 2013 - Dossier Giuseppe Tomasi di Lampedusa, a cura di Walter Pedullà
- 76/77/78. gen.-dic. 2014 - Dossier

## Collaboratori
Vi hanno contribuito tra gli altri Giorgio Agamben, Roberto Alajmo, Paolo Albani, Silvia Ballestra, Alfonso Berardinelli, Luca Bombardieri, Giuseppe Bonaviri, Leonardo Bonetti, Nino Borsellino, Antonino Bove, Mariarosa Bricchi, Antonio Castronuovo, Ermanno Cavazzoni, Stanley Cavell, Gianni Celati, Vincenzo Cerami, Guido Ceronetti, Daniil Charms, Franco Cordelli, Ugo Cornia, Andrea Cortellessa, Serge Daney, Evelina De Signoribus, Enzo Di Mauro, Paolo Di Stefano, Doriano Fasoli, Massimo Ferretti, Giulio Ferroni, Luigi Forte, Biancamaria Frabotta, Stefano Gallerani, Joël Gayraud, Aldo Gianolio, Giovanni Greco, Michel Houellebecq, Lucio Klobas, Aleksej Krucenyk, Nicola Lagioia, Filippo La Porta, Carlo Lapucci, Ivan Levrini, Valerio Magrelli, Luigi Malerba, Raffaele Manica, Joyce Mansour, Michele Mari, Javier Marías, Predrag Matvejević, Giuseppe Mazzaglia, Renato Minore, Pasquale Misuraca, Emiliano Monreale, Gabriele Nesti, Raffaele Nigro, Salvatore Silvano Nigro, Awa Mirelle Nomyou, Paolo Nori, Matteo Nucci, Massimo Onofri, Vincenzo Ostuni, Tommaso Ottonieri, Graziella Pace, Elio Pagliarani, Romana Petri, Tommaso Pincio, Gilda Policastro, Graziella Pulce, Massimo Raffaeli, Christian Raimo, Marco Ricciardi, Maurizio Salabelle, Enzo Sallustro, Luca Scarlini, Domenico Scarpa, Maria Luisa Spaziani, Laura Sturma Fanelli, Emanuele Trevi, Mauro Valentini, Paolo Zanotti, Ero Zoni.
Tra gli illustratori Gianni Allegra, Gigi Cappa Bava, Riccardo Cecchetti, Andrea Cecchi, Mara Cerri, Mauro Cicarè, Sara Colaone, Lido Contemori, Michele Damiani, Lino Di Lallo, Pablo Echaurren, Riccardo Falcinelli, Otto Gabos, Francesca Ghermandi, Timofej Kostin, Sybille Lewitscharoff, Simone Marinelli, Gastone Mencherini, James Metelli, Stefano Navarrini, Carlotta Patara, Lara Quattrini, Elena Recchia, Mario Rivelli, Alberto Sughi, Gerry Turano, Ervin Weber, Silvia Ziche.